# Relevo do Uruguai
O 'relevo Uruguaio" é o conhecimento sobre todos os planaltos e planícies do território uruguaio. O Uruguai situa-se na zona de transição entre o pampa úmido da Argentina e o planalto meridional brasileiro. O relevo é constituído por dois grandes sistemas de coxilhas (elevações suaves e arrendondadas) e suas ramificações. De altitude raramente superior a 300m, as coxilhas têm seu ponto culminante no Cerro Catedral, com cerca de 514 m. A coxilha Grande situa-se em terrenos de embasamento cristalino e a de Haedo, sobre terrenos basálticos. Estreitas planícies margeiam o rio da Prata e a costa atlântica.